# Дротове мовлення
Дротове мовлення (проводове мовлення) — система односторонньої передачі звукового мовлення від центральної мовної станції до багатьох слухачів по дротах (кабелях).
Переваги дротового мовлення — висока якість звучання з мінімумом перешкод при простоті і дешевизні абонентських приймачів, енергонезалежність, висока надійність за рахунок простоти пристрою і дублювання багатьох елементів системи, більш висока захищеність від радіоприглушення в порівнянні з ефірним радіомовленням. Недоліки — необхідність прокладки розгалужених мовних мереж, можливість використання тільки стаціонарних приймачів, обмежений вибір програм для прослуховування.
Важливу роль відіграє система дротового мовлення в системі цивільного захисту на випадок надзвичайних подій, система передбачає включення гучномовців вуличного оповіщення і сирен оповіщення по команді диспетчера.

## Історія
Родоначальником дротового радіо вважається психолог, філософ, публіцист і винахідник польського походження Юліан Охорович, який відзначився в таких областях, як електротехніка, телебачення, фототехніка та хімія, також він винайшов двомембранний електромагнітний телефон. У 1880 році гучномовець його винаходу використовувався в першому озвучуванні оперного спектаклю в Парижі.

### Мовлення по телефонній мережі
У ряді європейських країн набуло поширення дротове мовлення по звичайній телефонній мережі. Звукові частоти використовуються для телефонного зв'язку, а багатоканальне мовлення ведеться на ультразвукових частотах 150 … 300 кГц. Таке рішення особливо популярне, наприклад, в гірських районах, де не приймаються радіостанції УКХ (а якість радіопередач АМ значно нижче, ніж у дротового мовлення).

## Дротове мовлення у країнах світу

### СРСР

#### Однопрограмне дротове мовлення: Всесоюзне радіо (1925—1962)
З 1925 року в РРФСР приймачі дротового мовлення почали встановлюватися в житлових будинках. До 1937 року на тисячу жителів припадало приблизно 25 радіоточок. Зокрема в книзі Генрі Пікер «Застільні розмови Гітлера» є наступна згадка дротового радіомовлення на території Радянського Союзу:
… І якщо продукти на Україні просто немислимо дешеві, то будь-який технічний прилад коштує скажено дорого. Вражає, однак, що, незважаючи на це, майже у всіх будинках можна виявити радіоточку. За обідом шефу також повідомили, що і в районі ставки «Вервольф» кожен будинок підключений до дротової радіотрансляційної мережі. Шеф в зв'язку з цим зауважив, що це є доказом того, що совіти не тільки вчасно оцінили значення радіомовлення, а й усвідомили, яку небезпеку воно в собі таїть.
У роки Німецько-радянської війни дротове мовлення широко використовувалося для оповіщення населення про нальоти ворожої авіації. У той час як звичайні ефірні радіоприймачі на час війни були у населення вилучені, дротове мовлення залишалося практично єдиним джерелом інформації.

#### Трипрограмне дротове мовлення: Всесоюзне радіо, «Маяк», Третя програма (1962—1991)
З 1962 року почалося впровадження системи трипрограмного дротового мовлення в СРСР; на той момент налічувалося близько 48 млн радіоточок. У березні 1964 року було прийнято постанову Ради Міністрів Української РСР (були також аналогічні постанови в інших союзних республіках) про обов'язкову наявність радіотрансляційної мережі у всіх споруджуваних житлових будинках. До початку XI п'ятирічки в країні було 81,6 млн абонентських пристроїв.
У мережі дротового мовлення транслювалися: на звукових частотах Перша програма Всесоюзного радіо, на частоті 78 кГц — Друга програма Всесоюзного радіо («Маяк») і на частоті 120 кГц Третя програма Всесоюзного радіо.
Через поширення домашніх радіоточок припинилася[коли?][уточнити] трансляція радіопрограм через вуличні гучномовці. Частина їх могла бути використана для екстреного оповіщення населення.
Найбільшого розвитку дротове мовлення досягло в другій половині 80-х років. Радіотрансляційні розетки (радіоточки) встановлювалися у всіх житлових приміщеннях, була створена розгалужена мережа, вартість послуг була низька. Мовлення йшло або через гучномовці районних радіотрансляційних мереж (в такому випадку вела мовлення тільки Перша програма Всесоюзного радіо, обласні радіостанції та районні радіовузли), або через трипрограмні приймачі. Багато магнітофонів, вироблених в СРСР, забезпечувалися окремим гніздом для запису з радіоточки. Дротове радіомовлення стало одним з найважливіших засобів масової інформації поряд з телебаченням, ефірним мовленням і періодичними виданнями. У кращі свої роки воно було доступне 90 % населення Радянського Союзу.
В системі трипрограмного дротового мовлення, створеній в СРСР, перша програма передається на звукових частотах, що дозволяє використовувати для її прослуховування найпростіший однопрограмний приймач. Друга і третя програми передаються в високочастотному діапазоні з використанням амплітудної модуляції (частоти носія становлять відповідно 78 і 120 кГц). Оскільки на ультразвукових частотах загасання сигналу в лінії досить велике, трипрограмний абонентський приймач повинен включати в себе підсилювач. У Радянському Союзі був налагоджений випуск відносно простих і надійних трипрограмних приймачів, зазвичай виконаних за схемою прямого посилення, які включалися однією вилкою в радіотрансляційну мережу, іншою — в електромережу. В абсолютній більшості з них була передбачена можливість прослуховування першої програми без підключення приймача до електромережі, що зберігало для абонентів найважливішу з переваг системи мовлення — її енергонезалежність, але лише тільки на одній першій програмі.
У 1990 році було анонсовано введення четвертої програми дротового мовлення, на частоті 52 кГц, але через розпад СРСР і стрімку втрату інтересу до проводового мовлення запровадження 4 програми не відбулося.

### Росія
У 1996 році дротове радіомовлення було доступне 64 % населення Російської Федерації (94 848 000 чол.); багато років по тому, вже в 2019 році, цей показник знизився до 5,8 % (8 513 281 чол.) Таким чином, за 23 роки в Росії відбулося досить значне скорочення мережі дротового радіомовлення на 58,2 %).
Проте, в 90-і роки і на початку-середині нульових дротове радіомовлення (на абонентських гучномовцях і трипрограмних приймачах) все ще працювало. Воно працює[коли?] у таких російських містах, як Вязьма, Гагарін, Глазов, Дзержинськ, Копейськ, Коштом, Міас, Обнінськ, Рибінськ, Сіверськ, Скопин, Смоленськ, Тольятті; в той же час в селах і селищах радіоточок вже не залишилося зовсім.

### Фінляндія
Національний мовник Yleisradio запускав свій провідний дубль в 1933 році. Однак через низький попит на цю послугу експеримент був незабаром припинений.

### Франція
У 1890—1931 рр. вела мовлення дротова радіостанція Théâtrophone. Мовлення йшло через телефонну мережу. Прийом здійснювався через телефонні апарати.

### Велика Британія
У 1895—1926 рр. вела мовлення дротова радіостанція Electrophone. Мовлення йшло через телефонну мережу. Прийом здійснювався через телефонні апарати.

### Польща
Мовлення велося з 1945 до 1970-х років.

### Чехословаччина
Мовлення велося з 1 серпня 1955 по 1990-ті роки. У 1995—1999 роках мережа була повністю демонтована.

### Болгарія
У соціалістичну епоху і після неї дротове мовлення було також і в Болгарії; але за станом на 2015 рік воно працювало лише в місті Помор'я.

### Угорщина
У 1893—1943 рр. вела мовлення дротова радіостанція Telefonhírmondó. З 1925 року на середніх хвилях вела мовлення бездротова її версія як Budapest I. Мовлення йшло через телефонну мережу. Прийом здійснювався через телефонні апарати.

### Румунія
Мовлення розпочато 11 січня 1957 року, до 1990 року воно було припинено.

### Азербайджан
У 1926 році в Азербайджанській РСР розпочало свою роботу дротове радіомовлення.

### Вірменія
1 червня 2014 року мовлення повністю припинено; транслювалося Громадське радіо Вірменії.

### Білорусь
На 1-й програмі мовив 1-й канал Білоруського радіо, на 2-й програмі — «Культура», на 3-й — «Столиця». З 1 жовтня 2016 року дротове радіомовлення відключено по всій Білорусі (в Брестській, Вітебській, Гомельській, Гродненській, Мінській та Могилівській областях). У 2011 році в Білорусі 40 % жителів слухали дротове радіо. Раніше до кінця 2014 року радіо було відключено в районних центрах, а також в сільській місцевості.

### Грузія
У 1965 році було розпочато мовлення радіостанції «Мтацминда».

### Латвія
Здійснювалося мовлення Латвійського радіо за часів Латвійської РСР.

### Литва
У Литовській РСР дротове мовлення здійснювалося з 1944 по 1991 роки. На першій кнопці вела мовлення перша програма Литовського радіо, на другій — друга програма Литовського радіо, на третій — радіо «Маяк».

### Молдова
У 1994—1998 роках в Республіці Молдова відбувся повний перехід з дротового на ефірне радіомовлення.

### Таджикистан
У радянські часи на другий кнопці вела мовлення республіканська програма.

### Туркменістан
За радянських часів на другій кнопці вела мовлення республіканська програма.

### Узбекистан
У радянську епоху було мовлення другої республіканської програми.

### Казахстан
У багатьох містах Казахстану повністю не працює. Але сама мережа не демонтується. Обслуговується АТ «Казахтелеком». Раніше було в Алма-Аті: Казахське радіо, Музичні станції, Радіо Шалкар (1, 2 і 3 програми відповідно). У місті Рудному на другий і третій кнопках мовили Маяк / Азія і РД-106,9. В Талди-Кургані на 3-й кнопці раніше було Європа + Казахстан. У Караганді місцеве дротове радіо називалося «Терра». У Ріддер мовило «Радіо Максат» на частоті Казахського радіо.

### Киргизія
Дротове мовлення в Киргизькій ССР було у всіх містах. У столиці республіки три програми представляли Киргизьке радіо, Маяк і Піраміда (1, 2 і 3 програми відповідно). Після розпаду СРСР і появи великої кількості ФМ-радіостанцій дротове мовлення втратило актуальність, занепало і до кінця 90-х років повністю припинило функціонування. Також істотно скоротилося радіомовлення в СХ-діапазоні.

### Китай
Мовлення дротового радіо в Китаї існувало в 1980—1993 роках.

### Північна Корея
Мережі дротового мовлення протягнуті в КНДР в кожну квартиру, здійснюється мовлення Центрального радіо КНДР. За ним оголошуються тренувальні повітряні тривоги — в 90-ті, наприклад, їх організовували в загальнонаціональному масштабі приблизно раз на рік.

### Словаччина
Мовлення дротового радіо на словацькій території здійснювалося з 1 серпня 1955 року по 1999 рік.

### Італія
Єдиною країною в Європі, що в даний момент[коли?] має загальнонаціональну мережу дротового мовлення, є Італія.
Італійська державна телерадіокомпанія Rai має два провідних радіоканалу — Rai 4 FD і Rai 5 FD (обидва загальнонаціональні, «регіональні» і «провінційні» вікна відсутні), які є спеціальними радіоканалами тільки для дротового мовлення, на відміну від провідних радіоканалів Росії, є повними дублями (не рахуючи обласних і районних включень) відповідних ефірних. Крім цих двох радіоканалів по дротовому радіо в Італії мовлять також провідні дублі перших трьох ефірних програм Rai, а також Rai Radio Tutta Italiana і Rai Radio Classica. Також на відміну від Росії в Італії мовлення йде виключно через багатопрограмні приставки (5-7 програм). Також в Італії установка радіоточок не є обов'язковою.

### Нідерланди
У 1924—1975 рр. NOS мала провідні дублі Hilversum 1 і Hilversum 2, а також ретранслювала у вигляді дротового дубля одну з міжнародних радіостанцій. Прийом здійснювався на спеціальні ресивери.

### Швеція
У 1933—1971 рр. SR мало провідні дублі SR P1 і SR P2. Мовлення йшло через телефонну мережу. Прийом здійснювався через звичайні ефірні радіоприймачі, які з'єднувалися з телефонною мережею.

### Швейцарія
З 1931 по січень 1998 року SRG SSR мала провідні дублі SR DRS, Radio suisse romande, Radio della Svizzera italiana, Schweizer Radio International а також провідні радіостанції Classic і Light. Мовлення йшло через телефонну мережу, прийом здійснювався на спеціальні шестипрограмні ресивери.

### Німеччина
У 1924—1966 роках в ФРН існували провідні дублі NDR 1, WDR 1, hr 1 мали провідні дублі. Мовлення йшло через телефонну мережу. Прийом здійснювався через звичайні ефірні радіоприймачі, які з'єднувалися з телефонною мережею.

### Канада
Після Другої Світової війни дротове мовлення існувало в Канаді.

### Австрія
До запуску УКХ-радіомовлення існували провідні дублі O1, O2 і O3. Мовлення йшло через телефонну мережу.

### Естонія
У роки Естонської РСР здійснювалося мовлення Естонського радіо.

### Японія
З 1937 по 1968 роки дротова мережа радіомовлення була і в Японії.

## Дротове мовлення в Україні
Мовлення ведеться через районні радіотрансляційні мережі. На 1-й програмі мовить «Українське радіо», на 2-й — «Промінь», на 3-й — «Культура».
«Кількість редакцій дротового мовлення скорочується. У нас є статистика, згідно з якою ще в 2015 році таких редакцій було 234, вже в 2016 році — 199 і на сьогоднішній день їх вже працює 195», — заявив член Національної ради України з питань телебачення і радіомовлення Сергій Костинський.
У 1991 році 19 млн українських домогосподарств мали радіоточки, до 2014 року таких залишалося близько 1,5 млн, — за словами члена наглядової ради Національної громадської телерадіокомпанії України Вадима Міського. Мережами розповсюдження володіє оператор зв'язку «Укртелеком», а на трьох програмах дротового радіо транслюються радіоканали Суспільного мовлення.
Станом на 26 листопада 2019 року у населення ще залишилося 340 000 працюючих радіоточок, і з кожним місяцем їх кількість неухильно зменшується більш ніж на 10 000. Юридичним особам належать 94 913 радіоточок. У таких містах — обласних центрах, як Вінниця і Миколаїв, не залишилося жодного абонента дротового мовлення. Через масову відмову радіослухачів від дротового радіо з 1 січня 2019 року «Укртелеком» припинив дротове мовлення в Одесі, а з 1 квітня — в Дніпрі. Також дротове мовлення припинено в Донецьку і Луганську.
Підключення нових абонентів до провідного мовлення в Україні припиняється з 1 січня 2020 року.